# ويليام رودولف سميث
ويليام رودولف سميث (بالإنجليزية: William Rudolph Smith)‏ هو محامي وسياسي أمريكي، ولد في 1787، وتوفي في 1868. انتخب عضو مجلس ولاية بنسيلفانيا وانتخب عضو مجلس نواب بنسيلفانيا.